# Fabinho Souza
Fábio Faria de Souza, mais conhecido como Fabinho Souza ou simplesmente Fabinho (Famalicão, 26 de janeiro de 1990), é um futebolista luso-brasileiro que atua como lateral-direito.
É filho do ex-volante Leomir de Souza.

## Carreira
Começou a carreira na categoria de base do Coritiba. Defendeu o Atlético-PR, o Al Jazeera, dos Emirados Árabes, foi convocado para atuar na Seleção Brasileira Sub-15, disputou vinte dois jogos pelo Coritiba (sendo quatro como titular) com o qual foi campeão da Série B de 2010 e do Paranaense de 2011, o Londrina e o Novo Hamburgo.
Em 2011 e em 2012 conquistou, respectivamente, o acesso para a Série A pela Ponte Preta e para a Série B pelo Oeste-SP.
Depois de um mês de avaliação, em agosto de 2013 foi contratado pelo Santa Cruz como reforço para a Série C.

## Títulos
Coritiba
- Campeonato Paranaense: 2010, 2011
- Campeonato Brasileiro - Série B: 2010

Santa Cruz
- Campeonato Brasileiro - Série C: 2013